# 関根聡子
関根 聡子（せきね さとこ）は、東京都出身の脚本家。日本脚本家連盟会員。

## 人物
アニメ制作会社に入社し、制作進行・設定制作を経て、脚本家・上江洲誠に師事する。
2009年、『タユタマ -Kiss on my Deity-』の第2話「ましろの居場所」で脚本デビューを果たす。

## 主な参加作品

### テレビアニメ
- タユタマ -Kiss on my Deity-（2009年）共同脚本
- これはゾンビですか? オブ・ザ・デッド（2012年）脚本
- 戦国コレクション（2012年）脚本
- ダンガンロンパ 希望の学園と絶望の高校生 THE ANIMATION（2013年）脚本
- DRAMAtical Murder（2014年）脚本
- うぇいくあっぷがーるZOO!（2014年-2015年）脚本
- ガンバレー部NEXT!（2015年）シリーズ構成・脚本
- オーバーロードII（2018年）脚本
- マナリアフレンズ（2019年）シリーズ構成・脚本[1]
- TSUKIPRO THE ANIMATION2（2021年）シリーズ構成
- うたわれるもの 二人の白皇（2022年）脚本
- この素晴らしい世界に爆焔を!（2023年）脚本
- 最強の王様、二度目の人生は何をする?（2025年）脚本

### OVA・WEB
- クイズマジックアカデミー　-オリジナルアニメーション2-（2010年）脚本
- DRAMAtical Murder TV未放送OVA「Data_xx_Transitory」（2014年）脚本
- マナリアフレンズ　-エクストラパート‐（2019年）シリーズ構成・脚本

### 舞台
- DRAMAtical Murder リーディングライブ～蒼葉と蓮のバレンタイン～（2015年）脚本
- 暗殺教室 ～スペシャルイベント 祭りの時間～（2015年）脚本

ほか

### ドラマCD
- クイズマジックアカデミー　- Radioドラマ QMA!! -（2008年）共同脚本
- 逢魔警察 ソラとアラシ（2009年）脚本
- せんごくっ!? 〜悠久乱世恋華譚〜どきどきっ!? 天下分け目の花嫁修業!!（ランティス 2011年）脚本
- ZONE-00　- 劇シリーズ -（2011年-2012年）脚本
- 神様ドォルズ（2011年）脚本
- サムライドライブ（2011年）脚本
- これはゾンビですか? オブ・ザ・デッド（2012年）脚本
- 黒子のバスケ　- キャラソンシリーズ -（2012年-2013年）脚本
- DRAMAtical Murder（2014年）脚本
- うぇいくあっぷがーるZOO! - キャラソンシリーズ -（2014年）脚本

ほか

### ゲーム
- se・きらら（2010年）深雪真奈シナリオ

ほか